# Boulevard Gambetta (Noisy-le-Sec)
Pour les articles homonymes, voir Boulevard Gambetta.
Le boulevard Gambetta à Noisy-le-Sec est l'une des artères principales de cette ville.

## Situation et accès
Ce boulevard rencontre notamment la rue Dombasle et croise le boulevard Michelet.

## Origine du nom

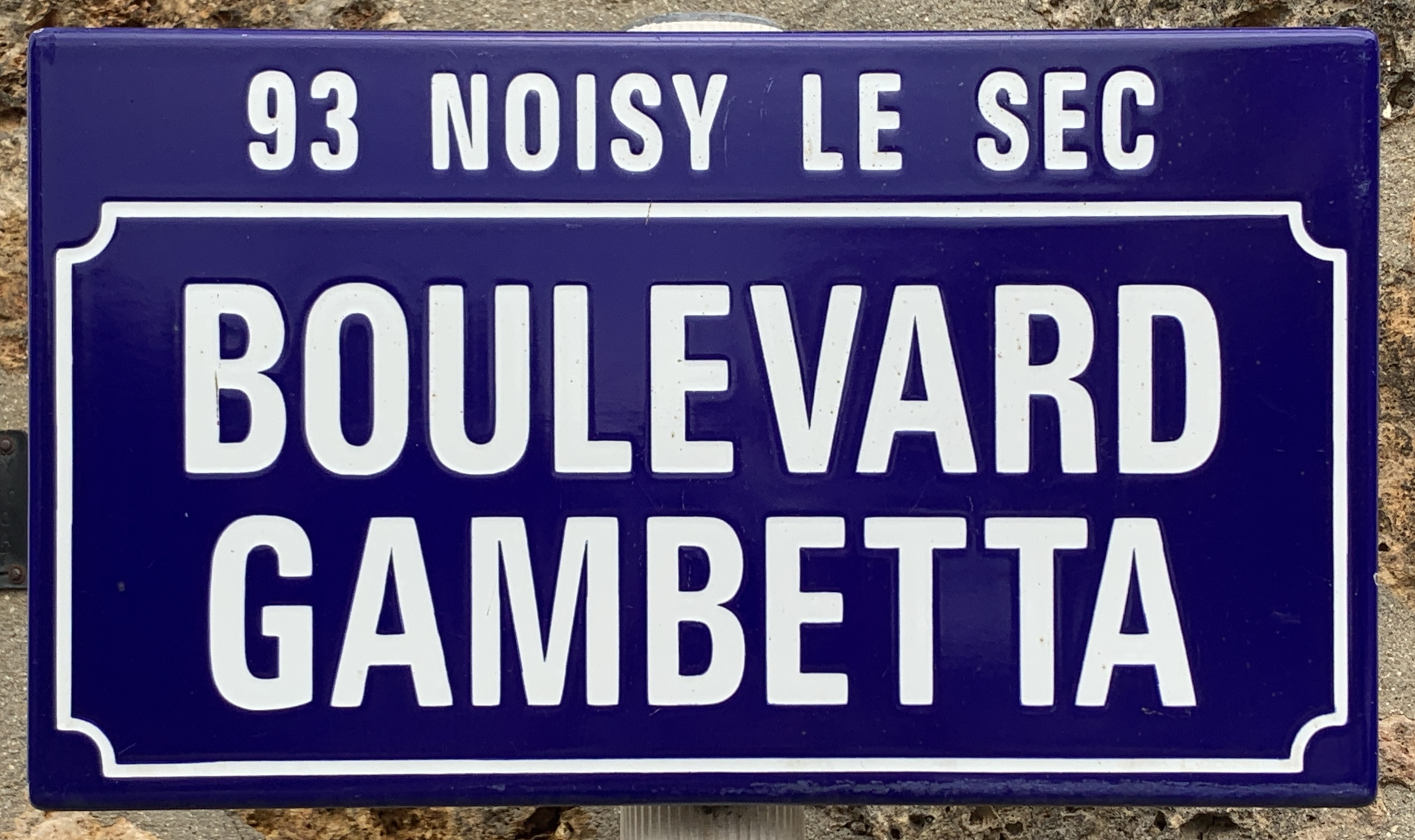
Plaque du boulevard.

Cette voie de communication doit son nom à Léon Gambetta (1838-1882), homme politique, membre du gouvernement de la défense nationale en 1870, président du Conseil.

## Historique
Le tracé de ce boulevard correspond au chemin appelé sente de la grosse borne, datant de 1395, et qui délimitait les seigneuries de Noisy et de Merlan. Le lieu-dit La grosse borne appartenait au fief de Merlan.

## Bâtiments remarquables et lieux de mémoire
- Villa Gambetta[3].